# Полуаддитивность
Полуаддитивность (субаддитивность) — свойство, двойственное супераддитивности: числовая последовательность {\displaystyle \left\{a_{n}\right\}} ({\displaystyle n\geqslant 1}) полуаддитивна, если удовлетворяет неравенству {\displaystyle a_{n+m}\leqslant a_{n}+a_{m}} для любых {\displaystyle m} и {\displaystyle n}. Как и супераддитивность, свойство может быть распространено на функции — {\displaystyle f\colon A\to B} на множествах, замкнутых относительно сложения, и частичным порядком на {\displaystyle B} называется полуаддитивной, если:
{\displaystyle \forall (x,\;y\in A)\;f(x+y)\leqslant f(x)+f(y)}.
Пример полуаддитивной функции — квадратный корень, действующий из множества неотрицательных вещественных чисел в него же, поскольку для любых неотрицательных {\displaystyle x} и {\displaystyle y} справедливо неравенство:
{\displaystyle {\sqrt {x+y}}\leqslant {\sqrt {x}}+{\sqrt {y}}}.
Полуаддитивность является частым свойством модуля непрерывности.